# Bundesbeschaffung
Die Bundesbeschaffung GmbH (BBG) bietet als Einkaufspartner der öffentlichen Hand seit 2001 ein umfassendes Produkt- und Dienstleistungsportfolio: Die Beschaffung aus einem umfangreichen Portfolio, die Beratung bei individuellen Beschaffungsvorhaben und die Bereitstellung von speziellen E-Procurement-Lösungen. Das Angebot wird von Bundesministerien, Ländern, Städten, Gemeinden und Feuerwehren, aber auch von ausgegliederten Unternehmen, Hochschulen und Einrichtungen im Gesundheitsbereich, sprich von Körperschaften öffentlichen Rechts, genützt. Im Bundesgesetz über die Errichtung einer Bundesbeschaffung Gesellschaft mit beschränkter Haftung (BB-GmbH-Gesetz) wurden die Aufgaben der BBG festgelegt. Im Jahr 2022 wurden über die Verträge der BBG rund 2,90 Milliarden Euro abgewickelt und dabei laut Eigenangaben Einsparungen von 543 Millionen Euro erzielt.
Die Einsparungen kommen im Wesentlichen durch zwei Faktoren zustande. Eine zentrale Stelle kann erstens professioneller und effizienter arbeiten als die Abteilungen in den einzelnen Dienststellen, die meist weder die juristische Erfahrung noch die zeitlichen Ressourcen haben, um gesetzeskonforme Vergabeverfahren durchzuführen. Zweitens sind durch gebündelte Beschaffungen größere Vergabevolumina vorhanden, wodurch niedrigere Preise erzielt werden können. Der Rechnungshof kam bei seiner Prüfung 2008 zum Schluss, dass die BBG ihre Aufgaben im Wesentlichen erfüllt, Steuerungs- und Kontrollmaßnahmen aber noch nicht den Anforderungen entsprächen. Bei der Follow-Up-Überprüfung 2011 wurde seitens des RH festgestellt, dass die Empfehlungen seither überwiegend umgesetzt wurden und damit u. a. der durchschnittliche Stundensatz der BBG um 18 % gesenkt werden konnte.
Die Ausweitung einer BBG-Pflicht auf Länder und Gemeinden ist politisch umstritten. Insbesondere von Seiten der SPÖ und der Wirtschaftskammer wird die mangelnde Berücksichtigung von kleinen und mittleren Unternehmen (KMU) beklagt, für welche vor allem die großen Auftragsvolumina und die sehr formellen Verfahrensvorschriften problematisch seien. Auf Grund dieser Befürchtungen besteht bis heute (Stand 2014) außer für Bundesdienststellen keine Pflicht, ihre Beschaffungen über die BBG zu tätigen. Der Rechnungshof ermittelte bei seiner Prüfung 2008, dass 72,6 % der BBG-Vertragspartner KMUs waren, auf die ein Geschäftsvolumen von 31,9 % entfiel, dieser Wert steigerte sich bis 2010 auf 77 % KMU-Vertragspartner mit 37 % Auftragsvolumen.

## Gesellschaftspolitische Beschaffungsziele
Die BBG berücksichtigt bei allen Vergabeverfahren kleine und mittlere Unternehmen (KMU), Regionalität und Nachhaltigkeit und fördert Innovationen. Die im Jahr 2020 ins Leben gerufene Initiative „Österreich isst regional“ sieht vor, dass künftig bei der Bundesbeschaffung regionalen Lebensmitteln vermehrt der Vorzug gegeben werden soll.

## Elektronische Beschaffung (E-Procurement)
Die BBG bietet umfassende und integrierte Lösungen für Beschaffungsprozesse. E-Procurement umfasst die elektronische Unterstützung des gesamten Beschaffungsprozesses. Die Tools der BBG lassen sich in kundeneigene Systeme und Workflows integrieren und unterstützen während der gesamten Vertragslaufzeit.
Die Digitalisierung von operativen Prozessen trägt dazu bei, dass sich Beschaffungsbeauftragte auf ihre Kernaufgaben fokussieren können. Über drei Millionen Produkte und Dienstleistungen sind im e-Shop der BBG bestellbar. Im Zuge des Bestellvorganges wird vorgeschlagen eine Kerndaten-Meldung zu machen, wenn die gesetzlichen Voraussetzungen dafür gegeben sind. Dafür werden die Vertragsart und der Schwellenbereich des zugrundeliegenden Verfahrens, der Vollziehungsbereich der bestellenden Organisation und der Wert des Auftrages berücksichtigt.

## International
Die BBG ist auch an EU-weiten Projekten und Kooperationen beteiligt. So wirkt die BBG im EU-Netzwerk der zentralen öffentlichen Beschaffungsstellen am Wissensaustausch mit. Die BBG setzt internationale Projekte (wie Twinning und Technical Assistance) um und berät bzw. unterstützt vor allem neue oder zukünftige EU-Mitgliedsstaaten beim Aufbau und der Optimierung von Beschaffungsstellen. Außerdem agiert die BBG als Berater und Experte in verschiedenen EU-Gremien (zum Beispiel „Expert group on e-procurement“ der Europäischen Kommission) und internationalen Organisationen (beispielsweise OECD / SIGMA).